# 25.º Exército (Alemanha)
A 25ª Exército (em alemão:25. Armee) foi um exército de campo alemão que esteve em ação durante a Segunda Guerra Mundial.

## Comandantes
| Comandante                                 | Data                                           |
| ------------------------------------------ | ---------------------------------------------- |
| General der Flieger Friedrich Christiansen | 10 de novembro de 1944 - 28 de janeiro de 1945 |
| General der Infanterie Günther Blumentritt | 29 de janeiro de 1945 - 20 de março de 1945    |
| General der Kavallerie Philipp Kleffel     | 20 de março de 1945 - 7 de abril de 1945       |

## Chiefs of Staff
| Generalleutnant Paul Reichelt | 10 de novembro de 1944 - 7 de abril de 1945 |

## Oficiais de operações
| Oberst Hermann Rehm    | 20 de novembro de 1944 - 1945 |
| Oberst Paul Müncheberg | 1945 - 7 de abril de 1945     |